# Astragalus darwasicus
Astragalus darwasicus är en ärtväxtart som beskrevs av Nina Alexandrovna Basilevskaja. Astragalus darwasicus ingår i släktet vedlar, och familjen ärtväxter. Inga underarter finns listade i Catalogue of Life.